# Falkenham
Falkenham is een plaats en civil parish in het bestuurlijke gebied Suffolk Coastal, in het Engelse graafschap Suffolk. In 2001 telde het dorp 180 inwoners.